# Toxorhina kokodae
Toxorhina kokodae là một loài ruồi trong họ Limoniidae. Chúng phân bố ở miền Australasia.